# 李自敬
李自敬（?—1646年），陕西米脂人。大顺开国皇帝李自成三弟；李自成死后，李自敬被诸将拥立为大顺的第二位皇帝。在荆州之战被清军所破，降清之后遇害。

## 生平
崇祯四年（1631年），李自敬追随李自成在米脂起义。
大顺永昌元年八月，李自敬被封为王，號三千歲。一片石战役，李自成被清吴联军击败，李自敬随李自成退入湖广。后李自成在九宫山遇害，李自敬为田见秀等人拥戴。之后，率部同大顺另一高级将领李过会师。因李过在军中威望颇高，田见秀请李过为大顺新主。李过以大局为重，与其他将领一同拥立李自敬为大顺皇帝。大顺诸将谋求联明抗清，休整一段时间后，于永昌三年（1646年），猛攻荆州。围城期间，清军突然从南明防区杀出，也就是大顺军的后方。大顺军大败，刘芳亮战死。李自敬、田见秀率部撤往夷陵。清军穷追不舍，无奈之下，李自敬及田见秀等率部向清贝勒勒克德浑投降。后清人以反复不定为由，将大顺降军全部杀害。

## 家庭
兄：李自成